# انریکه مورا

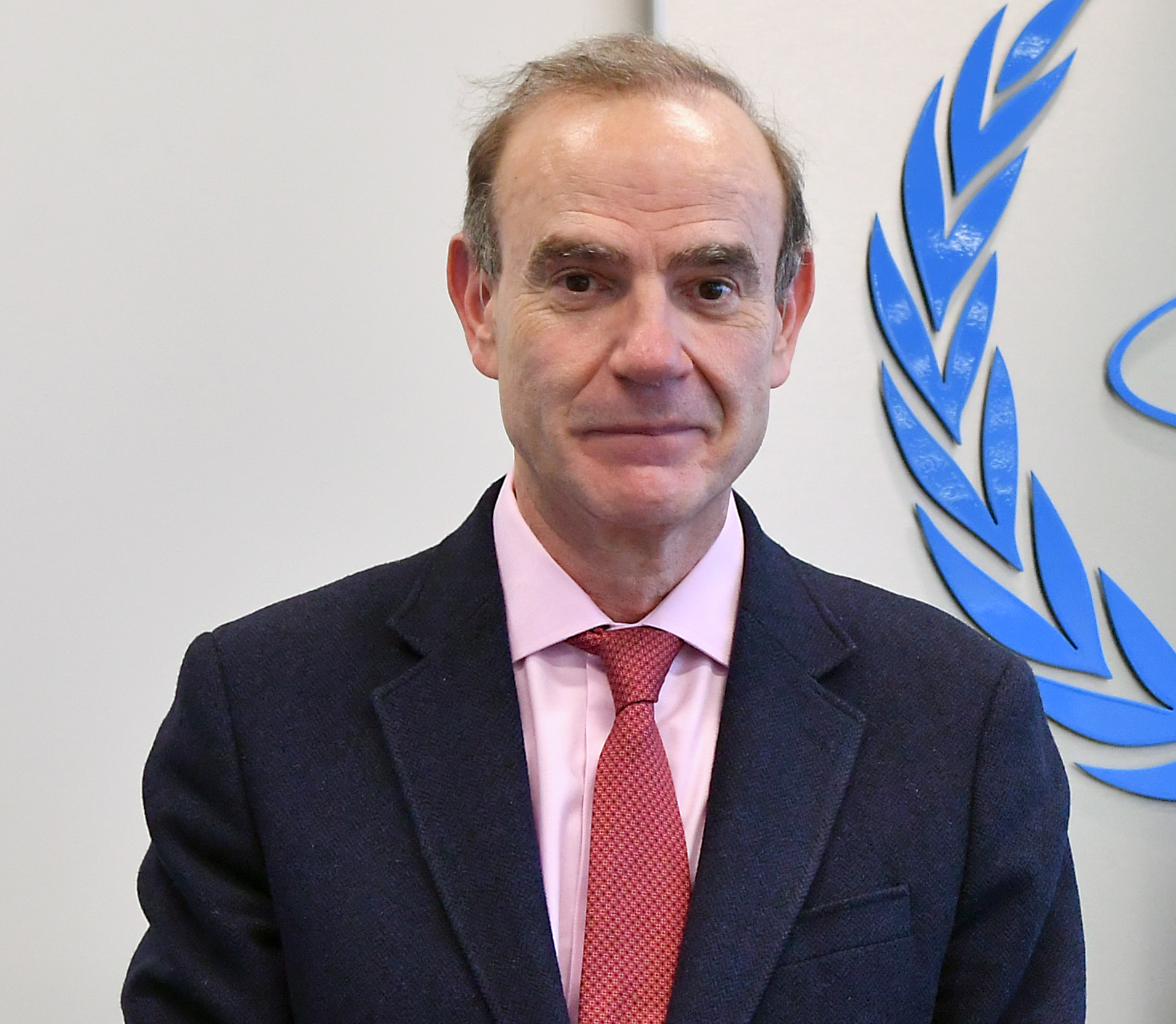
انریکه مورا

انریکه مورا بناونته (به اسپانیولی: Enrique Mora Benavente؛ زاده ۱۵ اکتبر ۱۹۵۸) دیپلمات اسپانیایی و قائم مقام مسئول روابط خارجی اتحادیه اروپا است. رئیس دفتر خاویر سولانا، نماینده عالی سیاست خارجی و امنیتی مشترک اتحادیه اروپا بود. به عنوان یک دیپلمات اسپانیایی، وی در بیروت، قبرس و هلسینکی، و سایر کشورها، مأموریت داشته‌است.
او نویسنده چندین مقاله در مورد جنگهای بالکان و مدیریت بحران است.